# Bestial Devastation
Albums de Sepultura
Morbid Visions
(1986)
Bestial Devastation est le 1er album EP du groupe de thrash metal brésilien Sepultura, sorti en 1985 sous le label brésilien Cogumelo Records, d'abord sur un split avec le groupe Overdose, puis seul en 1990. Il s'agit du premier disque officiel du groupe. Il est ressorti en 1997 dans un double album comprenant également Morbid Visions.

## Réalisation de l'album
En raison du manque d'argent des membres de Sepultura, la plupart des instruments utilisés pour l'enregistrement leur ont été prêtés par des amis ou des connaissances. Selon Igor Cavalera, les parties vocales de l'introduction de la chanson The Curse ont été effectuées par un ami à lui qui parvenait à produire un chant black metal sans effets spéciaux.
Le groupe a connu quelques différends avec le producteur durant l'enregistrement. Celui-ci comptait en effet réarranger les morceaux en post-production afin d'en améliorer la qualité, et c'est pourquoi les membres du groupe durent lui jouer des chansons de Venom, pour lui montrer la sonorité du black metal.

## Musiciens et technique
Sepultura
- Max "Possessed" Cavalera - chant, guitare rythmique
- Jairo "Tormentor" Guedez - guitare
- Paulo "Destructor" Jr - guitare basse
- Igor "Skullcrusher" Cavalera - batterie, percussions

## Liste des titres
| No | Titre               | Durée |
| -- | ------------------- | ----- |
| 1. | The Curse           | 0:39  |
| 2. | Bestial Devastation | 3:08  |
| 3. | Antichrist          | 3:47  |
| 4. | Necromancer         | 3:53  |
| 5. | Warriors of Death   | 4:10  |